# Şemsiruhsar Hatun
Şemsiruhsar Hatun (en turco otomano: شمسى روحار هاتون‎) (Grecia, c. 1570 - Estambul, 18 de octubre de 1613) fue la segunda consorte de sultán otomano Murad III, como también una de sus concubinas favoritas; era de origen griego póntico y era madre de Rukiye Sultan.

## Nombre
Cuando ingresó al servicio de la corte, se le dio un nombre turco y persa Şemsiruhsar (Shāms-î-Rûkhsâr) (en turco otomano: شمس رخسار‎) que significa "cara de sol" o "mejillas como el sol". En persa Şems (Shams) significa "Sol" y Ruhsar (Rûkhsâr) significa mejillas o cara. Aquí la palabra "sol" (Shams) se usa como una alegoría de las mejillas o la cara (Rukhsar). 

## Vida
No se sabe nada de su pasado. En los estatutos, estaba escrito como Hātun bint Abd-ül Gaffar (hija de Abdül Gaffar); Apoya la opinión generalizada de que su padre era un "turco", es decir, un griego póntico que se convirtió al Islam. Se desconoce su nombre real, ya que se identifica como turco. Es muy probable que fuera una concubina del harén que se convirtió al Islam. Abd-ül Gaffar, que significa "Siervo del Perdonador", fue el nombre utilizado por muchos cristianos de los Balcanes y Anatolia que se convirtieron al Islam durante el período otomano clásico.
Las concubinas que no eran Haseki Sultan no estaban completamente privadas de estatus y poder, y Şemsiruhsar Hatun, madre de una hija, también vivía en el palacio como estas concubinas. Hay un certificado de fundación para la recitación del Corán en la mezquita del Profeta en Medina.
En la carta fechada en 1615, se da información sobre la muerte de Şemsiruhsar Hatun en 1613: Según las tradiciones de la corte, solo las mujeres que eran madres de un príncipe eran consideradas Haseki. Por esta razón, en los documentos y registros del harén, Şemsiruhsar no se menciona como sultana, sino como Hatun.
En 1595, tras la muerte de Murad III y la ascensión al trono de Mehmed III y de Safiye Sultan, todo el harén del difunto sultán se trasladó al Palacio Viejo, pero Şemsiruhsar Hatun y su hija permanecieron en el palacio. La razón de esto es que ella no era una Haseki, mucho menos madre de un príncipe y tampoco estaba interesada en los asuntos de estado. Se sabe que Şemsiruhsar Hatun, se dedicado a obras de caridad en sus últimos años, tiene una kulliyya que dedicó a los lectores del Corán en Medina.

## Muerte
La última información que se sabe con certeza sobre Şemsiruhsar Hatun está relacionada con su muerte en 1613 de causas desconocidas.
"…Merhum Hazret-i Murad Han tabe serahu evlâd-ı emcadından Rukiye Sultan Hazretlarinin valide-î macideleri olub bundan akdem takdir-î rabbanî birle veda-î âlem-î fânî eden merhum ve mebrure sahibetü'l-hayrat ve'l hasenet ve rağibatü's-sadaqat ve'l-meberrat Şemsiruhsar Hatun ibn Abdülgaffar nam müteveffiyenin…" 

## Descendencia
Solamente tuvo una hija:
- Rukiye Sultan (1590 - ¿?); casada el 21 de febrero de 1613 con Damat Nakkaş Hasan Paşa, Gobernador de Rumelia hasta 1604.